# Halvapor
Halvapor (Prosimii) är en äldre beteckning för en underordning i ordningen primater. Idag räknas alla arter som tidigare var listade i denna underordning till underordningen lägre primater (Strepsirrhini), förutom familjen spökdjur som istället flyttades till underordningen högre primater (Haplorhini). 
Även om halvapor inte längre är giltigt som ett taxonomiskt begrepp så har de lägre primaterna och spökdjuren en liknande beteendekologi som skiljer dem från de högre primaterna, så "halvapa" kan användas som beteckning för djur med detta levnadssätt . Alla halvapor utanför Madagaskar är nattaktiva, vilket innebär att de inte direkt konkurrerar med högre primater. De enda nattaktiva högre primaterna är sydamerikanska nattapor, och där lever inga halvapor.